# فیلم‌نامه
فیلم‌نامه یا سناریو (به فرانسوی: Scénario) داستانی است که همراه با توضیح صحنه‌ها برای ساخت فیلم نوشته می‌شود. به نویسندهٔ فیلم‌نامه، فیلم‌نامه‌نویس می‌گویند. عناصر فیلم‌نامه از داستان و شخصیت‌ها، صحنه‌ها، سکانس‌ها، پرده‌ها، موسیقی، مکان‌ها، حالت‌ها، دیالوگ‌ها و … تشکیل شده‌اند.
فیلم‌نامه یا اسکریپت؛ یک اثر نوشته شده توسط فیلم‌نامه‌نویس برای یک فیلم، برنامه تلویزیونی یا بازی ویدیویی است. این سریال‌ها می‌توانند کارهای اصلی یا سازگاری از قطعات موجود در نوشتن باشند. در آنها، جنبش، اعمال، بیان و گفت و گوهای شخصیت‌ها نیز نقل شده است. فیلمنامه‌ای که برای تلویزیون نوشته شده نیز به عنوان یک نمایش تلویزیونی شناخته می‌شود.

## تفاوت فیلم نامه و فیلم نامه دکوپاژ شده
فیلمنامه و فیلمنامه دکوپاژ شده دو مفهوم مرتبط اما متفاوت در فرایند ساخت فیلم هستند. هر دو به عنوان نقشه راهی برای ساخت فیلم به کار می‌روند، اما در سطح جزئیات و عمق اطلاعات با هم تفاوت دارند.

### فیلمنامه
- تعریف: یک متن نوشتاری است که دیالوگ‌ها، توصیفات صحنه‌ها و روایت داستان را به صورت خطی و دنباله‌دار ارائه می‌دهد.
- هدف: انتقال کلی داستان، شخصیت‌ها، مکان‌ها و رویدادها به عوامل تولید فیلم.
- محتوا: شامل عناصری مانند:
  - عنوان صحنه
  - نام شخصیت‌ها
  - دیالوگ‌ها
  - توصیفات محیط و اقدامات شخصیت‌ها

### فیلمنامه دکوپاژ شده
- تعریف: نسخه توسعه‌یافته‌ای از فیلمنامه است که اطلاعات دقیق‌تری درباره نحوه فیلمبرداری هر صحنه ارائه می‌دهد.
- هدف: راهنمایی کارگردان و گروه فیلمبرداری برای اجرای دقیق صحنه‌ها.
- محتوا: علاوه بر عناصر موجود در فیلمنامه، شامل اطلاعاتی مانند:
  - نوع نما: کلوزآپ، مدیوم شات، لانگ شات و ...
  - زاویه دوربین: بالا، پایین، روبرو، مورب و ...
  - حرکت دوربین: پان، تیلت، دالی، ترک و ...
  - نوع لنز: واید، نرمال، تله و ...
  - نورپردازی: نوع نور، جهت نور، شدت نور
  - صداگذاری: افکت‌های صوتی، موسیقی متن
  - طراحی صحنه: دکور، لباس، آرایش

تفاوت اصلی بین فیلمنامه و فیلمنامه دکوپاژ شده:
- سطح جزئیات: فیلمنامه دکوپاژ شده بسیار جزئی‌تر است و اطلاعات فنی بیشتری را ارائه می‌دهد.
- هدف: فیلمنامه برای انتقال کلی داستان است، در حالی که فیلمنامه دکوپاژ شده برای اجرای دقیق صحنه‌ها در فیلمبرداری استفاده می‌شود.

به عبارت ساده‌تر:
- فیلمنامه: طرح کلی داستان را ارائه می‌دهد.
- فیلمنامه دکوپاژ شده: نحوه اجرای بصری داستان را مشخص می‌کند.

مثال:
در یک فیلمنامه ممکن است نوشته شود: "علی وارد اتاق می‌شود و با دیدن مریم تعجب می‌کند."
در فیلمنامه دکوپاژ شده، این صحنه ممکن است به این شکل توصیف شود:
- نمای کلوزآپ از دستگیره در: دست علی در حال چرخاندن دستگیره در است.
- نمای مدیوم شات از علی: علی با احتیاط وارد اتاق می‌شود.
- نمای کلوزآپ از چهره مریم: مریم با چشمانی گشاد به علی نگاه می‌کند.

در نتیجه:

فیلمنامه دکوپاژ شده، پل ارتباطی بین دنیای خیالی داستان و اجرای عملی آن در سینما است. این سند، به کارگردان و گروه فیلمبرداری کمک می‌کند تا با دقت و هماهنگی بیشتری، فیلم را به تصویر بکشند.

یک صفحه فیلم‌نامه

## بخش‌های فیلم‌نامه

### صحنه
صحنه کوچک‌ترین واحد کنش دراماتیک در فیلم‌نامه ست. در هر صحنه دو عنصر زمان و مکان اهمیت دارد و حداقل یکی از این دو عنصر یا هر دو باید پیوستگی داشته باشد.
فیلم‌نامه به صورت صحنه‌های شماره‌گذاری شده نوشته می‌شود. از نظر شیوه نگارش هر «صحنه» شامل سه بخش است:*
- سطر معرفی - نشان می‌دهد صحنه داخلی است یا خارجی و در چه زمانی و در چه مکانی اتفاق می‌افتد.
- شرح صحنه - ضمن توصیفی حداقلی مکان اتفاقات فیزیکی که در صحنه رخ می‌دهد شرح داده می‌شود.
- گفتگو - نام شخصیت، طرز بیان یا نام مخاطب که در پرانتز می‌آید و خودِ گفتگو.

گاه شیوهٔ انتقال به صحنهٔ بعد مانند برش، فید یا دیزالو… در پایان صحنه نوشته می‌شود.

### سکانس
سکانس، یک فصل از فیلم‌نامه است که می‌تواند از یک یا چند صحنه تشکیل شود و یک موضوع را دنبال می‌کند که با پایان یافتن آن موضوع، سکانس نیز عوض می‌شود.

## نظر سید فیلد
سید فیلد یکی از نظریه‌پردازان آمریکایی سینما در حوزهٔ فیلم‌نامه‌نویسی عقیده داشت که اگر بخواهیم فیلم‌نامه را به سه قسمت تقسیم کنیم و از آن‌ها با عنوان، شروع، میان و پایان نام ببریم اینگونه می‌توان توضیحش داد:
1. شروع: ایجاد مخمصه. شخصیت اصلی چه می‌خواهد؟ چه چیز لازم دارد؟ باید چه بکند که به آنچه می‌خواهد برسد؟
2. میان: تعارض، عمل و عکس‌العمل. شخصیت اصلی برای به دست آوردن آنچه که می‌خواهد تقلا می‌کند و معمولاً در انتهای قسمت میانه شکست می‌خورد. اما در اثنای این شکست شروع به درک نیازهای حقیقی‌اش می‌کند.
3. پایان: تقلای نهایی، رفع مشکل و پیامد. پایان احساسی که در آن شخصیت اصلی پی می‌برد واقعاً به چه چیزی نیاز داشته است، چه به آنچه که می‌خواسته برسد یا نرسد.

## انواع فیلم‌نامه

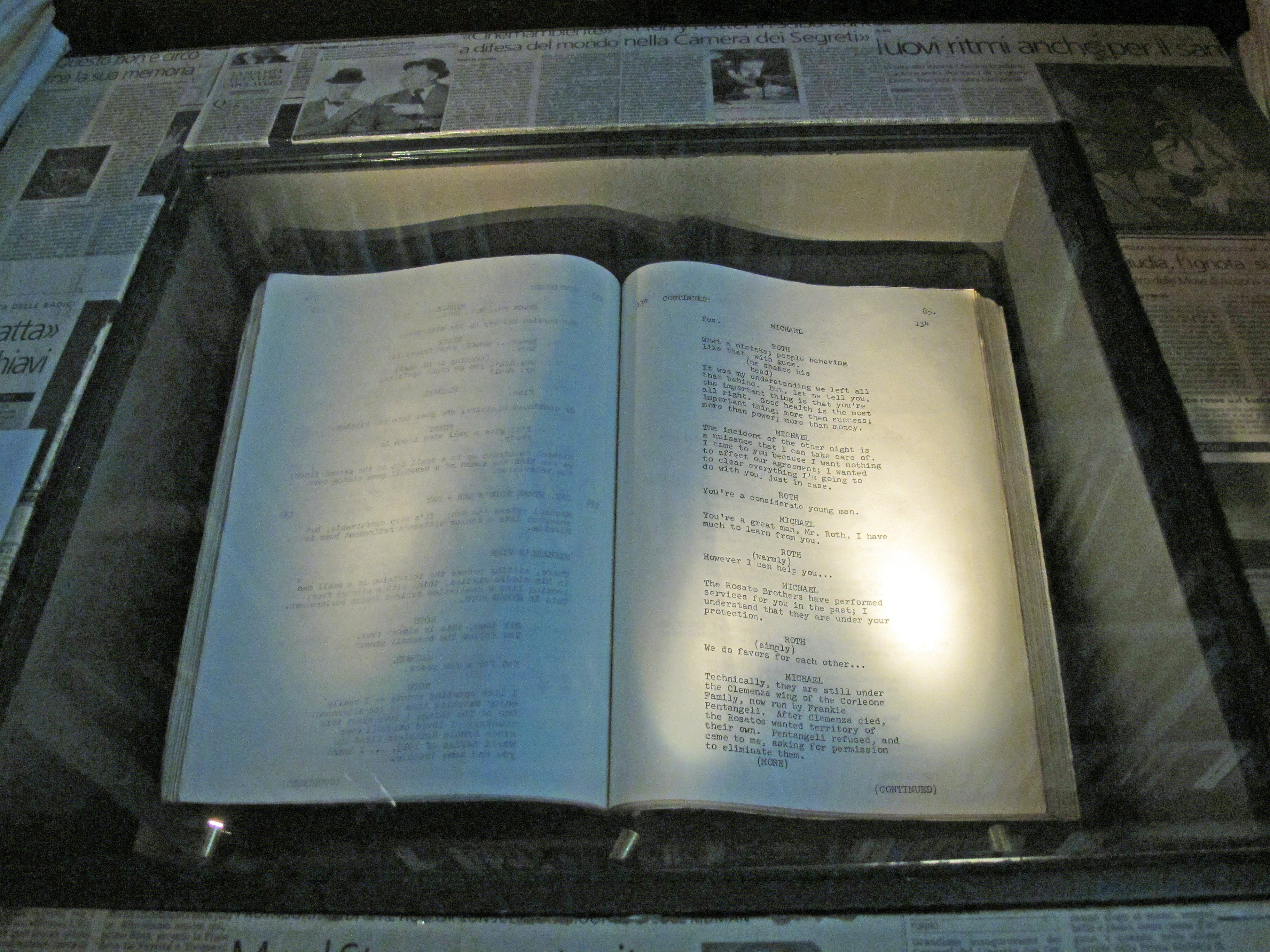
فیلم‌نامه اصلی پدرخوانده: قسمت دوم

- فیلم‌نامه کوتاه
- فیلم‌نامه بلند
- فیلم‌نامه سریالی
- فیلم‌نامه اقتباسی
- فیلم‌نامه مستند

## مراحل نوشتن فیلم‌نامه
1. موضوع
2. سوژه
3. ایده
4. ریخت‌شناسی
5. طرح
6. سیناپس
7. تریتمنت
8. صحنه بندی

## در جشنواره‌ها
- جایزه اسکار بهترین فیلم‌نامه غیراقتباسی
- جایزه اسکار بهترین فیلم‌نامه اقتباسی
- سیمرغ بلورین بهترین فیلم‌نامه جشنواره فیلم فجر